# 1980 في ألمانيا
فيما يلي قوائم الأحداث التي وقعت خلال عام 1980 في ألمانيا.

## سياسة

### تعيين في المنصب
- 5 نوفمبر – هورست زيهوفر عضو في البوندستاغ الألماني.

### انتهاء فترة المنصب
- 1 يناير – هانس فيلبينغر عضو مجلس الشورى الموحد بادن فورتمبيرغ  [لغات أخرى]‏.
- 5 أكتوبر – مارتن بانغيه مان عضو في البوندستاغ الألماني.
- 4 نوفمبر – غيرهارد شرودر عضو في البوندستاغ الألماني.

## رياضة
- 10 أغسطس – جائزة ألمانيا الكبرى 1980 الفائز جاك لافيت.

## ظهور
- 1 يناير – ثراش ميتال
- 1 يناير – سينثبوب

## أفلام
من الأفلام التي صدرت هذه السنة في ألمانيا:
- 1 يناير – نايتكيل من إخراج تيد بوست.

## مواليد

### يناير
- 5 يناير – سباستيان دايسلر لاعب كرة قدم ألماني.
- 11 يناير – كريستيان فيتكلو لاعب كرة قدم ألماني.
- 12 يناير – مايكل نيدريغ لاعب كرة قدم ألماني.
- 29 يناير – إيفان كلاسنيتش لاعب كرة قدم كرواتي.
- 30 يناير – اكسل شرايبر
- 30 يناير – مارلين فاينغارتنر لاعبة كرة مضرب ألمانية.

### فبراير
- 13 فبراير – سباستيان كيل لاعب كرة قدم ألماني.

### مارس
- 20 مارس – فيليب بونيغ لاعب كرة قدم ألماني.
- 21 مارس – إيريك باومان درّاج طريق ألماني.
- 26 مارس – باسكال هينس لاعب كرة يد ألماني.

### أبريل
- 4 أبريل – سفين مولر لاعب كرة قدم ألماني.
- 18 أبريل – مارتينا مولر لاعبة كرة قدم ألمانية.
- 24 أبريل – جوليا همر

### مايو
- 2 مايو – تيم بوروفسكي لاعب كرة قدم ألماني.
- 6 مايو – ماريو ستوييتش لاعب كرة سلة كرواتي.
- 25 مايو – أليكس هوفمان متسابق دراجات نارية ألماني.
- 31 مايو – ألكسندر بيتكوفيتش

### يونيو
- 13 يونيو – كريستوفر كاس لاعب كرة مضرب ألماني.
- 16 يونيو – سبيل كيكيلي ممثلة ألمانية.
- 20 يونيو – فابيان فيجمان درّاج طريق ألماني.
- 24 يونيو – نينا دوبرز لاعبة كرة مضرب ألمانية.

### يوليو
- 1 يوليو – مايكل بيرر لاعب كرة مضرب ألماني.
- 2 يوليو – داليبور باجاريتش لاعب كرة سلة كرواتي.
- 9 يوليو – سيباستيان سيلفستر
- 25 يوليو – تشا دو ري لاعب كرة قدم كوري جنوبي.
- 28 يوليو – هيكو بوتشر لاعب كرة قدم ألماني.

### أغسطس
- 4 أغسطس – بينجامين كوهلر لاعب كرة قدم ألماني.
- 6 أغسطس – رومان فايدنفيلر لاعب كرة قدم ألماني.
- 8 أغسطس – توبياس سنتلمان ممثل نرويجي.
- 8 أغسطس – سابين كلاشكا لاعبة كرة مضرب ألمانية.
- 12 أغسطس – ماركوس فيشر لاعب كرة قدم ألماني.
- 21 أغسطس – جازمين ووهر لاعبة كرة مضرب ألمانية.
- 28 أغسطس – بترا شميت، شالر ممثلة ألمانية.

### سبتمبر
- 3 سبتمبر – ستيفان باك لاعب كرة قدم ألماني.
- 4 سبتمبر – دافيد غاريت
- 25 سبتمبر – ماريا ميا ممثلة اباحية ألمانية.

### أكتوبر
- 20 أكتوبر – باتريك سينكيويتز درّاج طريق ألماني.
- 24 أكتوبر – كريستيان فاندر لاعب كرة قدم ألماني.
- 27 أكتوبر – بيورن شرودر درّاج طريق ألماني.

### نوفمبر
- 4 نوفمبر – كارستن ليتشتلين لاعب كرة يد ألماني.
- 5 نوفمبر – كريستوف ميتسلدر لاعب كرة قدم ألماني.
- 6 نوفمبر – سيمون كزيومير لاعب كرة قدم ألماني.
- 10 نوفمبر – كاتارينا ووترز
- 12 نوفمبر – ألكسندر ساتشكو لاعب كرة مضرب ألماني.
- 12 نوفمبر – نور فتاح أوغلو ممثلة تركية.
- 14 نوفمبر – نينا وورز لاعبة كرة يد ألمانية.
- 18 نوفمبر – كريستيان زيتز لاعب كرة يد ألماني.
- 22 نوفمبر – بير كلوغه لاعب كرة قدم ألماني.
- 30 نوفمبر – سيدو

### ديسمبر
- 2 ديسمبر – ماركو إنغلهارت لاعب كرة قدم ألماني.
- 6 ديسمبر – سابرينا موكينهوبت
- 7 ديسمبر – كليمينز فريتز لاعب كرة قدم ألماني.
- 15 ديسمبر – أنالينا بيربوك سياسية ألمانية.

## وفيات

### يناير
- 1 يناير – هانز فرديناند ماير (مواليد 1895)

### فبراير
- 21 فبراير – ألفرد أندرش (مواليد 1914)

### مارس
- 18 مارس – إريك فروم (مواليد 1900)

### أبريل
- 22 أبريل – فريتز شتراسمان (مواليد 1902) كيميائي ألماني.
- 27 أبريل – لوتار بوب (مواليد 1887) سياسي ألماني.

### مايو
- 16 مايو – رينولد توكسن (مواليد 1899) عالم نبات ألماني.
- 25 مايو – هربرت ناخبار (مواليد 1930)

### يونيو
- 21 يونيو – بيرت كامبفرت (مواليد 1923)
- 30 يونيو – والتر ماكس زيمرمان (مواليد 1892) عالم نبات ألماني.

### يوليو
- 19 يوليو – هانز مورغنثاو (مواليد 1904)
- 31 يوليو – باسكوال جوردان (مواليد 1902) فيزيائي ألماني.

### أغسطس
- 19 أغسطس – أوتو فرانك (مواليد 1889)

### سبتمبر
- 18 سبتمبر – كورت مندلسون (مواليد 1906) فيزيائي بريطاني.

### أكتوبر
- 23 أكتوبر – غوستاف كروكنبيرغ (مواليد 1888) سياسي ألماني.

### ديسمبر
- 11 ديسمبر – فيكتوريا لويز أميرة بروسيا (مواليد 1896)
- 18 ديسمبر – كونراد أليرس (مواليد 1922) صحفي ألماني.
- 24 ديسمبر – كارل دونيتز (مواليد 1891)